# Koczargi Stare
Koczargi Stare (prononciation : [kɔˈt͡ʂarɡi ˈstarɛ]) est un village polonais, situé dans la gmina de Stare Babice de la Powiat de Varsovie-ouest et dans la voïvodie de Mazovie dans le centre-est de la Pologne.
Il se situe à environ 5 kilomètres au nord-ouest de Stare Babice, 6 kilomètres au nord d'Ożarów Mazowiecki et à 20 kilomètres à l'ouest de Varsovie.
Le village a une population de 879 habitants en 2010.